# Aryan Art
Aryan Art e българска блек метъл група създадена в София през 2001 година.

## Дискография
Студио албуми
- 2005 – „...И Въпреки Всичко, България Ще Пребъде“
- 2008 – „Ще Позволим Ли Да Погребат Родината Ни?“
- 2009 – „...И Берем Плодовете На Нашето Нехайство“
- 2015 – „Хармония – Вечност – Вселена“

Демо
- 2002 – ...For Total Extermination...
- 2003 – „Имеон“
- 2004 – „Поглед Назад Към Величието На Древна България“
- 2006 – „В Механата“

EP
- 2007 – „Тоз, Който Падне Въ Бой За Свобода, Той Не Умира...“

Split
- 2006 – „Свобода Или Смърт“
- 2008 – „Ще Позволим Ли Да Погребат Родината Ни? / Return to the Battlefield“
- 2012 – „Нашите Древни Символи / Os Nossos Símbolos Anciãos“